# Alberto I di Meclemburgo-Stargard
Alberto I di Meclemburgo-Stargard (Stargard, prima del 1377 – Tartu, tra l'11 febbraio e il 15 luglio 1397) fu duca di Meclemburgo-Stargard dal 1392 fino alla sua morte.

## Biografia
Aberto I era il figlio minore del duca Giovanni I e della sua terza moglie, Agnese di Lindow-Ruppin.
Nacque probabilmente nel 1367. Dopo la morte di suo padre, regnò sul Meclemburgo-Stargard insieme ai fratelli maggiori Giovanni II e Ulrico I.
Nel 1395 egli si spostò in Lituania per divenire coadiutore del vescovo Dietrich Damerau di Dorpat e seguì la disputa tra il suo vescovo e Konrad von Jungingen, gran maestro dell'Ordine Teutonico sulla sovranità di quella porzione di territorio. Nei primi mesi del 1396 Konrad scrisse nel suo diario: "il vescovo di Dorpat ha chiamato uno dei signori di Meclemburgo al suo servizio e gli ha affidato molti castelli al punto che si creda che intenda succedergli al vescovato". Questo fatto non avvenne ma Alberto era certamente uno dei candidati più in vista per questa successione.
Alberto morì a Tartu tra l'11 febbraio ed il 15 luglio e venne sepolto nella cattedrale locale.